# Saint-Bonnet-de-Four
Pour les articles homonymes, voir Saint-Bonnet (homonymie).
Saint-Bonnet-de-Four est une commune française, située dans le département de l'Allier en région Auvergne-Rhône-Alpes.
Ses habitants sont appelés les Saint-Bonnitains et les Saint-Bonnitaines.

## Géographie
Ses communes limitrophes sont :
| Bézenet           | Saint-Priest-en-Murat | Sazeret     |
|                   | Saint-Bonnet-de-Four  | Montmarault |
| Louroux-de-Beaune | Beaune-d'Allier       | Blomard     |

### Climat
Pour des articles plus généraux, voir Climat d'Auvergne-Rhône-Alpes et Climat de l'Allier.
En 2010, le climat de la commune est de type climat océanique dégradé des plaines du Centre et du Nord, selon une étude du CNRS s'appuyant sur une série de données couvrant la période 1971-2000. En 2020, Météo-France publie une typologie des climats de la France métropolitaine dans laquelle la commune est exposée à un climat de montagne ou de marges de montagne et est dans la région climatique Ouest et nord-ouest du Massif Central, caractérisée par une pluviométrie annuelle de 900 à 1 500 mm, maximale en automne et en hiver.
Pour la période 1971-2000, la température annuelle moyenne est de 10,2 °C, avec une amplitude thermique annuelle de 15,6 °C. Le cumul annuel moyen de précipitations est de 823 mm, avec 11 jours de précipitations en janvier et 7,4 jours en juillet. Pour la période 1991-2020, la température moyenne annuelle observée sur la station météorologique de Météo-France la plus proche, sur la commune de Montmarault à 4 km à vol d'oiseau, est de 11,2 °C et le cumul annuel moyen de précipitations est de 811,6 mm,. Pour l'avenir, les paramètres climatiques de la commune estimés pour 2050 selon différents scénarios d'émission de gaz à effet de serre sont consultables sur un site dédié publié par Météo-France en novembre 2022.

## Urbanisme

### Typologie
Au 1er janvier 2024, Saint-Bonnet-de-Four est catégorisée commune rurale à habitat très dispersé, selon la nouvelle grille communale de densité à 7 niveaux définie par l'Insee en 2022.
Elle est située hors unité urbaine et hors attraction des villes,.

### Occupation des sols

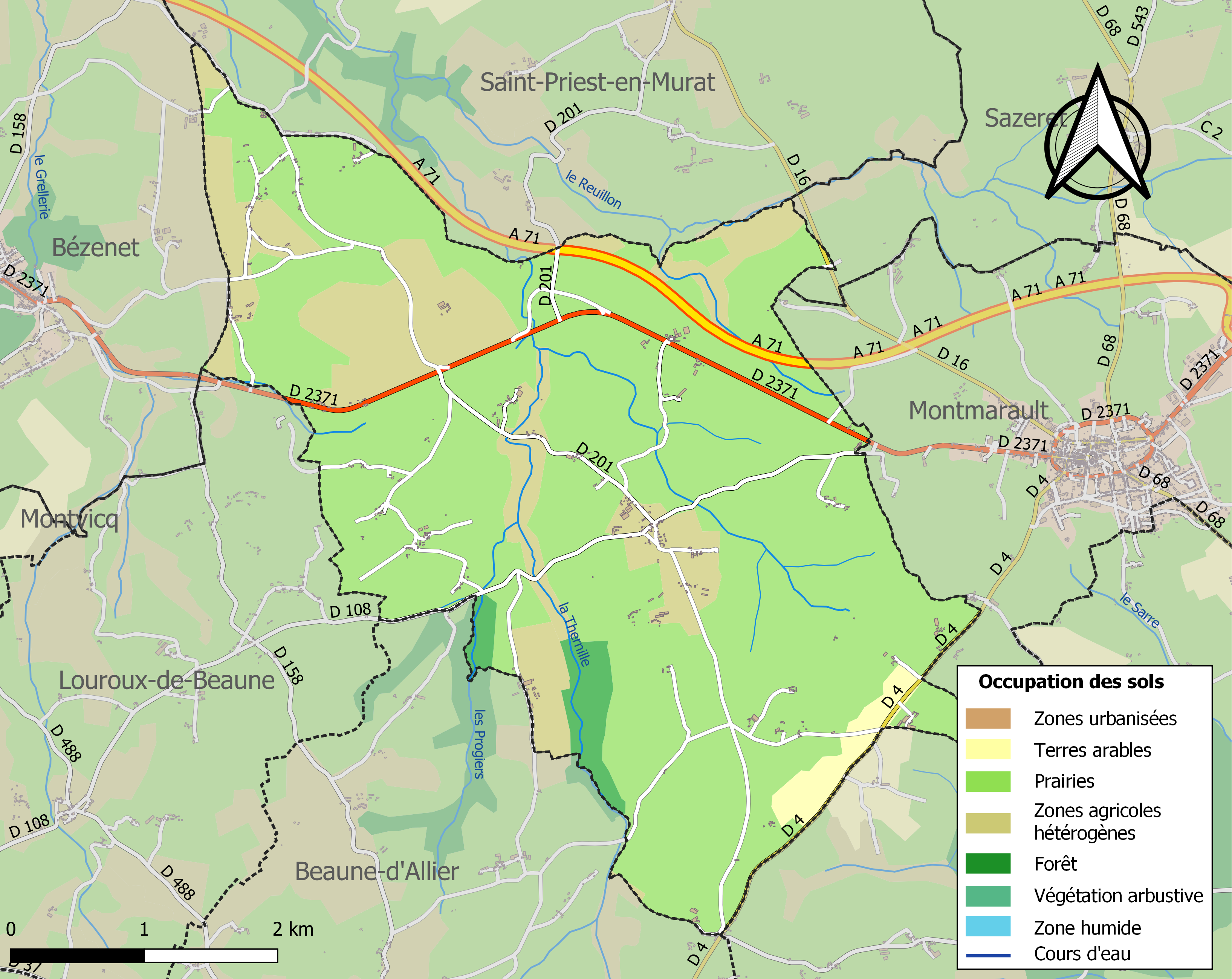
Carte des infrastructures et de l'occupation des sols de la commune en 2018 (CLC).

L'occupation des sols de la commune, telle qu'elle ressort de la base de données européenne d’occupation biophysique des sols Corine Land Cover (CLC), est marquée par l'importance des territoires agricoles (97,8 % en 2018), une proportion identique à celle de 1990 (97,8 %). La répartition détaillée en 2018 est la suivante : prairies (78 %), zones agricoles hétérogènes (17,8 %), forêts (2,2 %), terres arables (1,9 %).
L'IGN met par ailleurs à disposition un outil en ligne permettant de comparer l’évolution dans le temps de l’occupation des sols de la commune (ou de territoires à des échelles différentes). Plusieurs époques sont accessibles sous forme de cartes ou photos aériennes : la carte de Cassini (XVIIIe siècle), la carte d'état-major (1820-1866) et la période actuelle (1950 à aujourd'hui).

## Histoire
Pendant la période révolutionnaire de la Convention nationale (1792-1795), le village prit le nom de Bonnet-Libre.

## Politique et administration
| Période                                  | Période                   | Identité          | Étiquette | Qualité                   |
| ---------------------------------------- | ------------------------- | ----------------- | --------- | ------------------------- |
| Les données manquantes sont à compléter. |                           |                   |           |                           |
| mars 2001                                | mai 2020                  | Bernard Chapelier |           | Retraité de l'agriculture |
| mai 2020                                 | En cours (au 4 juin 2020) | Daniel Beaulaton  |           |                           |

## Population et société

### Démographie
Les habitants de la commune sont appelés les Saint-Bonnitains et les Saint-Bonnitaines.
L'évolution du nombre d'habitants est connue à travers les recensements de la population effectués dans la commune depuis 1793. Pour les communes de moins de 10 000 habitants, une enquête de recensement portant sur toute la population est réalisée tous les cinq ans, les populations de référence des années intermédiaires étant quant à elles estimées par interpolation ou extrapolation. Pour la commune, le premier recensement exhaustif entrant dans le cadre du nouveau dispositif a été réalisé en 2007.

En 2022, la commune comptait 223 habitants, en évolution de +6,19 % par rapport à 2016 (Allier : −1,38 %, France hors Mayotte : +2,11 %).
| 1793 | 1800 | 1806 | 1821 | 1831 | 1836 | 1841 | 1846 | 1851 |
| ---- | ---- | ---- | ---- | ---- | ---- | ---- | ---- | ---- |
| 563  | 405  | 445  | 477  | 583  | 612  | 604  | 628  | 642  |

| 1856 | 1861 | 1866 | 1872 | 1876 | 1881 | 1886 | 1891 | 1896 |
| ---- | ---- | ---- | ---- | ---- | ---- | ---- | ---- | ---- |
| 668  | 673  | 786  | 840  | 865  | 856  | 800  | 822  | 809  |

| 1901 | 1906 | 1911 | 1921 | 1926 | 1931 | 1936 | 1946 | 1954 |
| ---- | ---- | ---- | ---- | ---- | ---- | ---- | ---- | ---- |
| 779  | 688  | 640  | 549  | 532  | 482  | 476  | 440  | 384  |

| 1962 | 1968 | 1975 | 1982 | 1990 | 1999 | 2006 | 2007 | 2012 |
| ---- | ---- | ---- | ---- | ---- | ---- | ---- | ---- | ---- |
| 329  | 299  | 259  | 228  | 227  | 221  | 198  | 195  | 209  |

| 2017 | 2022 | - | - | - | - | - | - | - |
| ---- | ---- | - | - | - | - | - | - | - |
| 212  | 223  | - | - | - | - | - | - | - |

## Culture locale et patrimoine

### Lieux et monuments

#### Église Saint-Bonnet

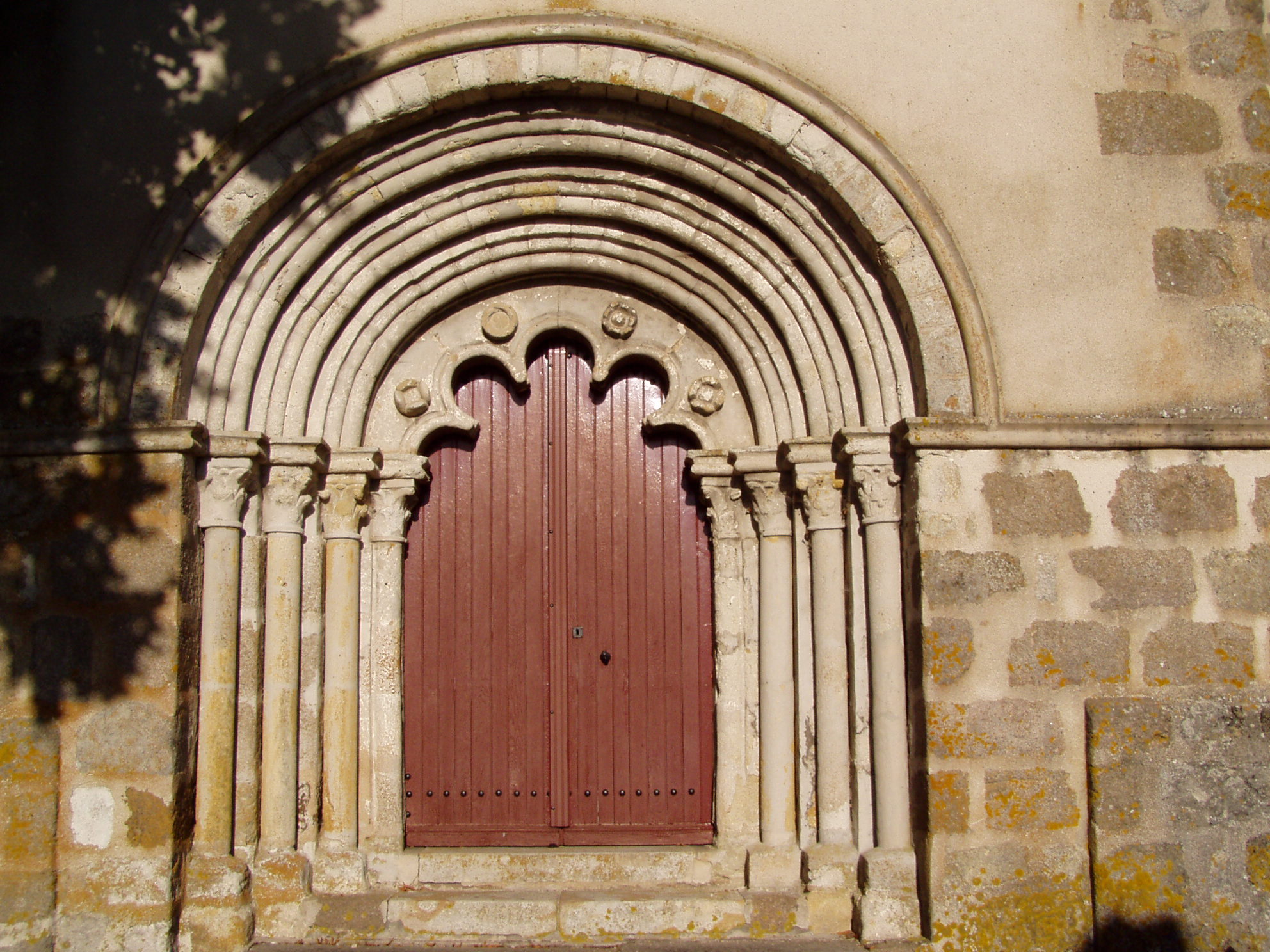
Le portail polylobé.

Elle date du XIe siècle et possède un portail polylobé. Au XIVe siècle on y ajouta du côté droit du transept une chapelle gothique ; son clocher, construit sur une tour carrée est surmonté d'une flèche octogonale qui est tordue, c'est ce que l'on appelle un clocher tors.

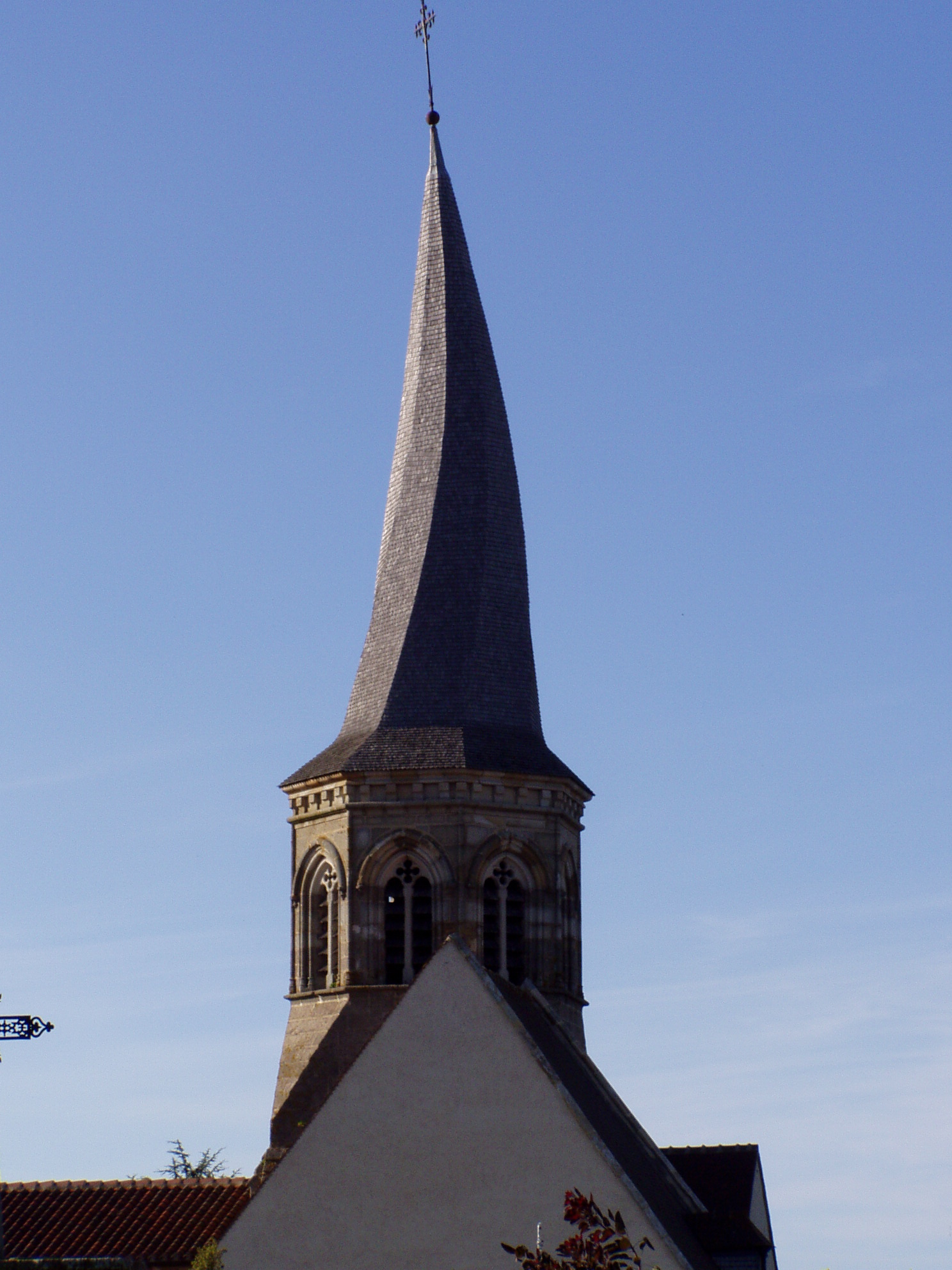
Le clocher tors.

Le clocher fut incendié par la foudre en 1894 et reconstruit avec du bois trop vert qui se vrilla rapidement pour devenir une curiosité locale. En 1978, lors de la réfection de la toiture décidée par le conseil municipal, les bâtiments de France exigèrent une restauration à l'identique : la flèche a gardé sa torsion d'un huitième de tour de gauche à droite, accompagnée d'un important dévers. La couverture actuelle est en bardeaux de châtaignier.
L'église est inscrite depuis le 26 novembre 1968 aux monuments historiques.

#### Château de la Brosse
Il a été construit aux XVe et XVIe siècles par la famille de La Brosse. Il a été partiellement démantelé et privé de ses douves à la Révolution.